# Hans Peter Minderhoud
Hans Peter Minderhoud (Veere, 7 ottobre 1973) è un cavaliere olandese, vincitore della medaglia d'argento nel dressage a squadre alle olimpiadi di Pechino 2008.

## Biografia
È apertamente omosessuale ed intrattiene une relazione sentimentale il compagno di squadra Edward Gal.
Ha rappresentato la Paesi Bassi a tre edizioni dei Giochi olimpici estivi: Pechino 2008, Rio de Janeiro 2016 e Tokyo 2020, riuscendo a vincere la medaglia d'argento nell'edizione cinese nel dressage a squadre.

## Palmarès
- Olimpiadi

Pechino 2008: argento nel dressage a squadre;